# Парламентские выборы в Пакистане (1985)
Всеобщие выборы в Пакистане прошли 28 февраля 1985 года. Выборы проходили на беспартийной основе. 1300 кандидатов претендовало на 207 мест парламента. Явка составила 52,93%.

## Результаты
| Party                              | Votes      | %   | Seats |
| ---------------------------------- | ---------- | --- | ----- |
| Независимые                        |            |     | 207   |
| Квота для женщин                   | –          | –   | 21    |
| Квота для немусульман              | –          | –   | 9     |
| Недействительных/пустых бюллетеней |            | –   | –     |
| Всего                              | 17 468 194 | 100 | 237   |
| Источник: Nohlen et al.            |            |     |       |